# Dziurowa Skała
Dziurowa Skała, Dziurawa Skała (748 m), Sosnowa Skała – porośnięte lasem wzniesienie w Pieninach Spiskich pomiędzy miejscowościami Dursztyn i Krempachy w województwie małopolskim, w powiecie nowotarskim, w gminie Nowy Targ. Na mapach Geoportalu wyróżniane są tutaj dwa szczyty: Dziurowa Skała i położona 230 m dalej na północ Sosnowa Góra, Józef Nyka i mapa podają tylko jedną nazwę – Sosnowa Skała.
Dziurowa Skała znajduje się w grzbiecie głównym Pienin Spiskich, po zachodniej stronie Jurgowskiej Góry (wysokość: 733 m), przez obniżenie pomiędzy tymi górami prowadzi droga gruntowa. Jest porośnięta lasem, odwadniana jest przez potok Dziurowy i jego dopływy. W zachodnich stokach znajdują się dwie jaskinie, jedna z nich to największa w Pieninach Spiskich Jaskinia w Dziurawej Skale.